# Malovanka

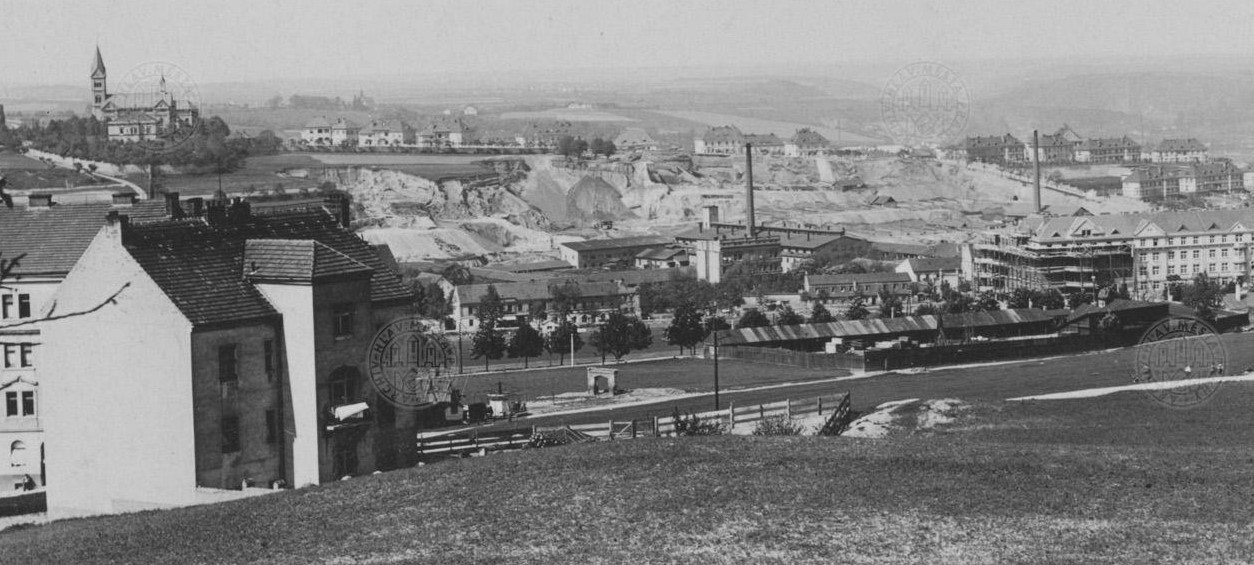
Usedlost Malovanka, vedle dům č. 127, za ním cihelna, nahoře kostel sv. Norberta (1925)

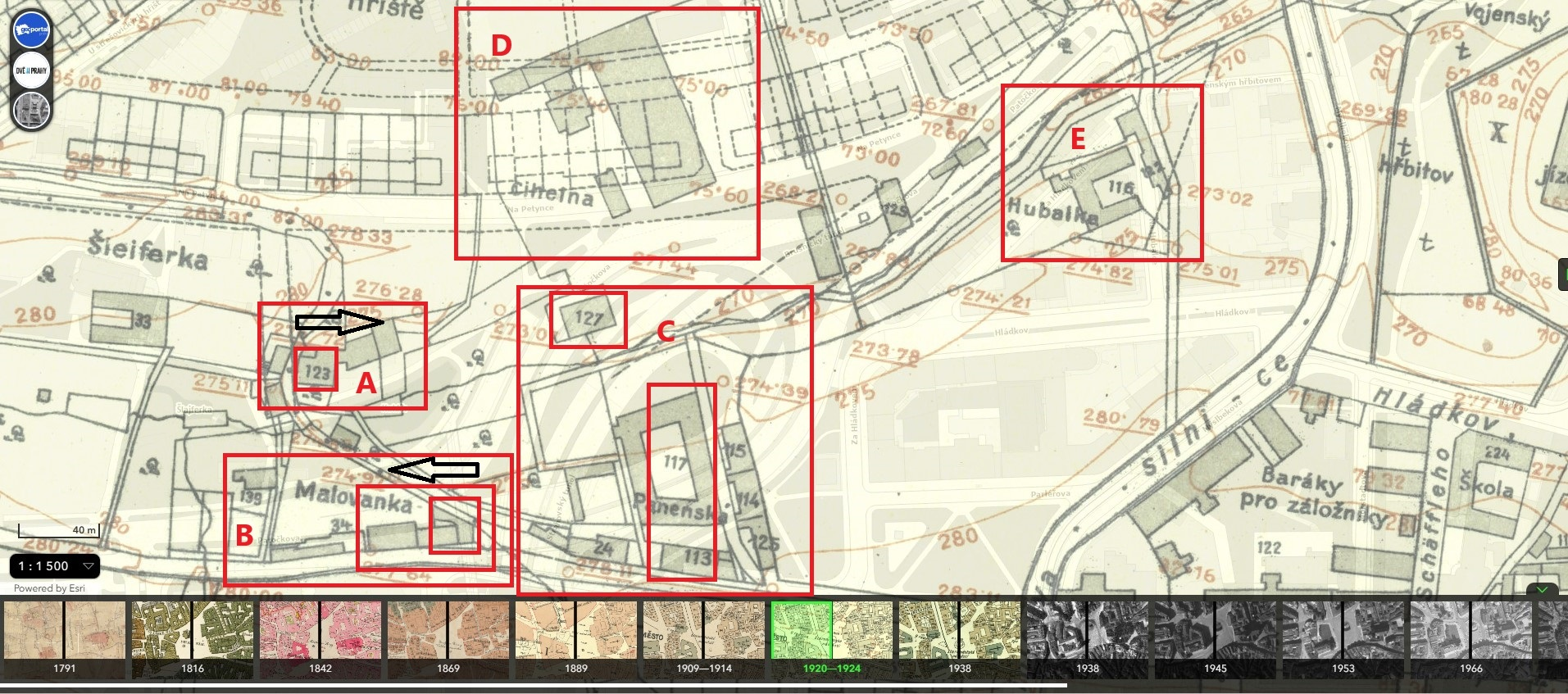
Malovanka a Panenská – průmět mapy 1920–1924 a současné mapy.
A: Jediné v současnosti (2025) stojící stavby ze všech staveb z oblastí A–E - čp. 123, "čtyřdům", dříve č. 36. (Panenská - 1., starší část, přistavována postupně od západu k východu: vlastní usedlost, následuje někdejší kočárová kůlna, stáj a až v 19. století přistavěná stodola) (Neoznačené domky za cestou k usedlosti nepatří, patří navíc do Břevnova a ne do Střešovic.)
B: Malovanka (původně samotný nejvýchodnější dům, později "trojdům", pak čp. Malovanky 34 převzal naopak nejzápadnější dům). Hájkova hospoda.
C: Panenská - 2. část (novější) - zvýrazněn hřebčín a kasárna, čp. 124 hospoda Josefa Beneše / u Březinů
D: Původně Bachofenova, později Pfeiferova cihelna (bez čp.; zaměstnanci bydleli v činžáku čp. 127, ten se ale, na rozdíl od cihelny, dochoval až do 90. let)
E: Hubálka (zbořena ve 30. letech)
Šipky v A a B ukazují směr rozšiřování usedlostí.
B je původní Malovanka, po jejím zboření se začalo říkat Malovanka oblasti A (blízkost, poloha v ulici Na Malovance a navíc pro odlišení od oblasti C, protože bylo jistě dobré moct oblasti A a C nějak odlišit (obojí Panenská), přičemž v C se Panenská zachovala i v názvu ulice Na Panenské (zanikla) a Nad Panenskou.

Malovanka (někdy také Malovánka nebo Malovaná, v 18. století označovaná podle tehdejšího majitele jako Peterka) byla původně viniční usedlost před pražskými hradbami, v současnosti je území, na němž stála, součástí Prahy 6–Břevnova (podle zprávy z roku 1854, 1870 i 1893 náležela Malovanka ovšem ke katastrální obci Střešovice, a jako taková byla do postavení kostela sv. Norberta přifařena ke kostelu sv. Matěje, později (podle zprávy z roku 1878) sv. Jana v Šárce). Roku 1907 již patří ke katastrální obci Břevnov, ovšem přifařena je stále do Střešovic, resp. na Andělku (?). V 18. století zde bývala zájezdní formanská hospoda,[zdroj?] hospoda je zde doložena ještě v letech 1910 (hostinský Gustav Fiedler) a 1930. Název Malovanka získala podle některých zdrojů podle nedaleké Strahovské brány, která prý byla pěkně malovaná, je ale také možné, že to bylo spíše podle obrazů Panny Marie na jižní a nejspíše sv. Václava na východní straně usedlosti. V současnosti (2024) stojící ruina, která se často označuje jako Malovanka, je ruina komplexu usedlosti Panenská. Původní Malovanka zcela zanikla. Hostinec, který stojí u zastávky Malovanka, není Malovanka, ale nese název U Zelené brány (dříve U Vonásků); zhruba naproti se již několik let staví Multifunkční operační středisko Malovanka, nový centrální dispečink pražského dopravního podniku. Opodál ve směru z centra se nachází hostinec s tanečním sálem Na Marjánce.

## Historie
Vznik usedlosti se datuje do 2. poloviny 17. století, kdy patřily zdejší vinice s viničními domky na jižních svazích kopce k největším usedlostem v jurisdikci Břevnovského kláštera. Byly to Hubálka, Velká a Malá Kajetánka, Panenská, Petynka, Šlajferka, Tejnka a Závěrka. V 19. století proběhla úprava staveb Malovanky v klasicistním stylu. V 18. století zde bývala zájezdní formanská hospoda. V 50. letech 20. století byla zbořena spolu s dalšími okolními stavbami kvůli rozšíření ulice Pionýrů (nynější Patočkovy, bývalé Boleslavovy). V roce 2005 se poblíž začala stavět mimoúrovňová křižovatka Malovanka. Oblastí protéká potok Brusnice, který je v tomto úseku z větší části zakryt, mezi dochovanými usedlostmi a mimoúrovňovou křižovatkou se na něm nachází rybníček.
Usedlost na střešovické adrese Patočkova čp. 123/24 (též Na Malovance 123/20) byla od 3. května 1958 do 30. června 2010 chráněna jako kulturní památka České republiky pod rejstříkovým číslem 41200/1-1951 a názvem „Venkovská usedlost - předměstská, Malovanka“. Tento dříve chráněný komplex staveb je dnes zříceninou.

## Malovanka na historických mapách

### Perspektivní plán Prahy J. D. Hubera

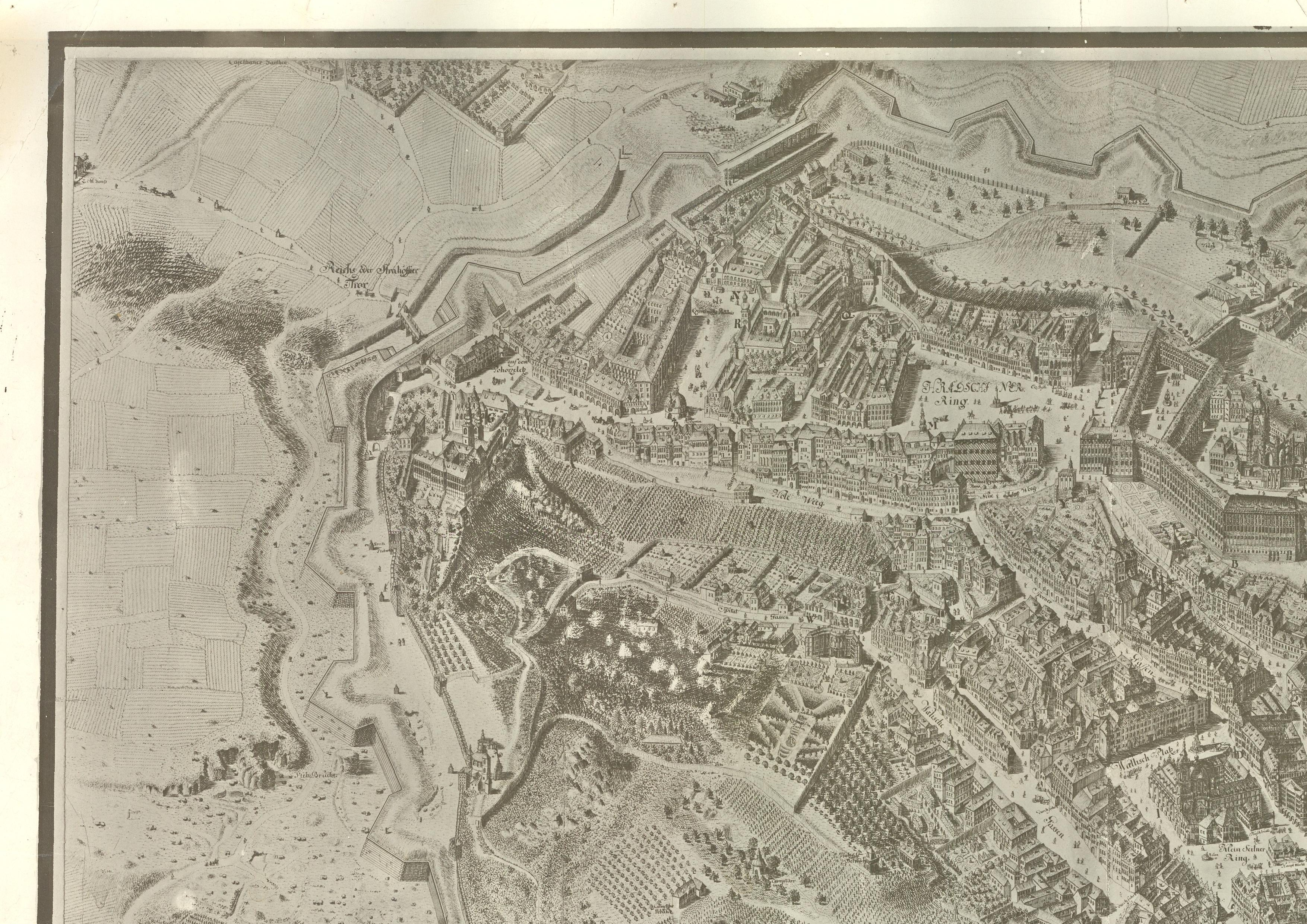
Malovanka na perspektivním plánu Prahy J. D. Hubera (1769, severozápadní roh)

### Plan der Gegend vor dem Strahofer Thor der Hauptstadt Prag

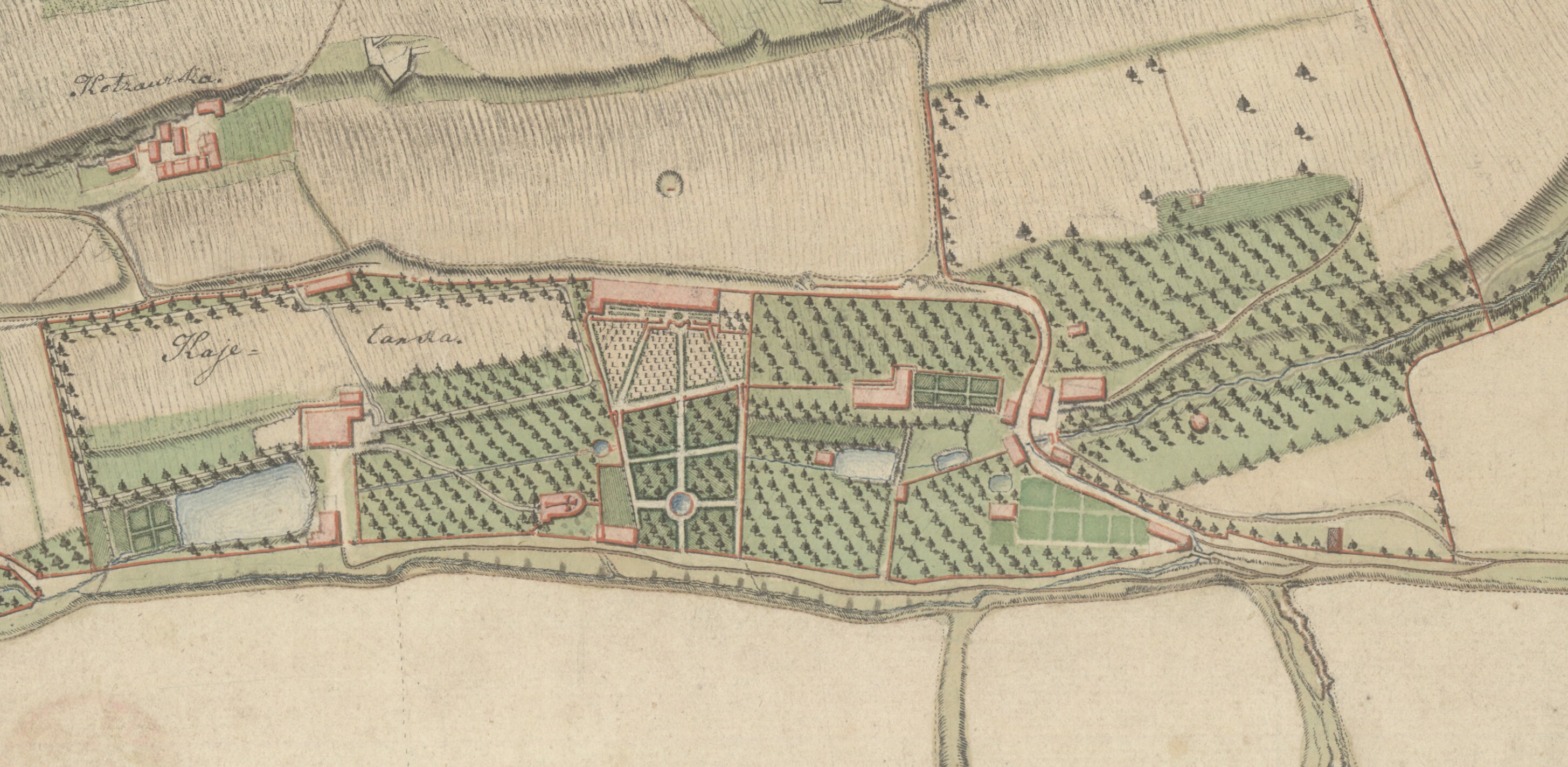
Zleva Kajetánka, kaple Panny Marie Altöttinské, Petynka, Šlajferka, Panenská I a Malovanka (pravděpodobně před rokem 1822)

### Císařské otisky z roku 1840

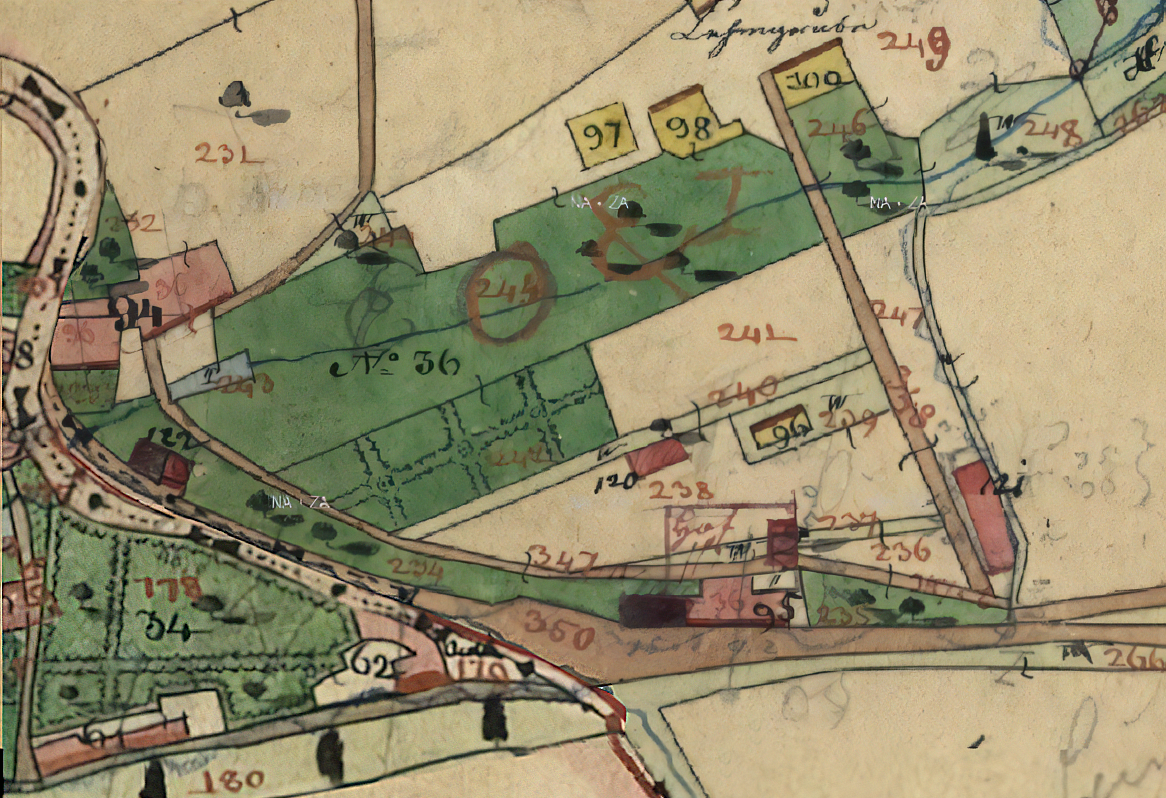
Malovanka na indikační skice s čp. 34 (parcelní čísla 61, 62 a 178) (slepenec dvou indikačních skic stabilního katastru, 1840–1842)
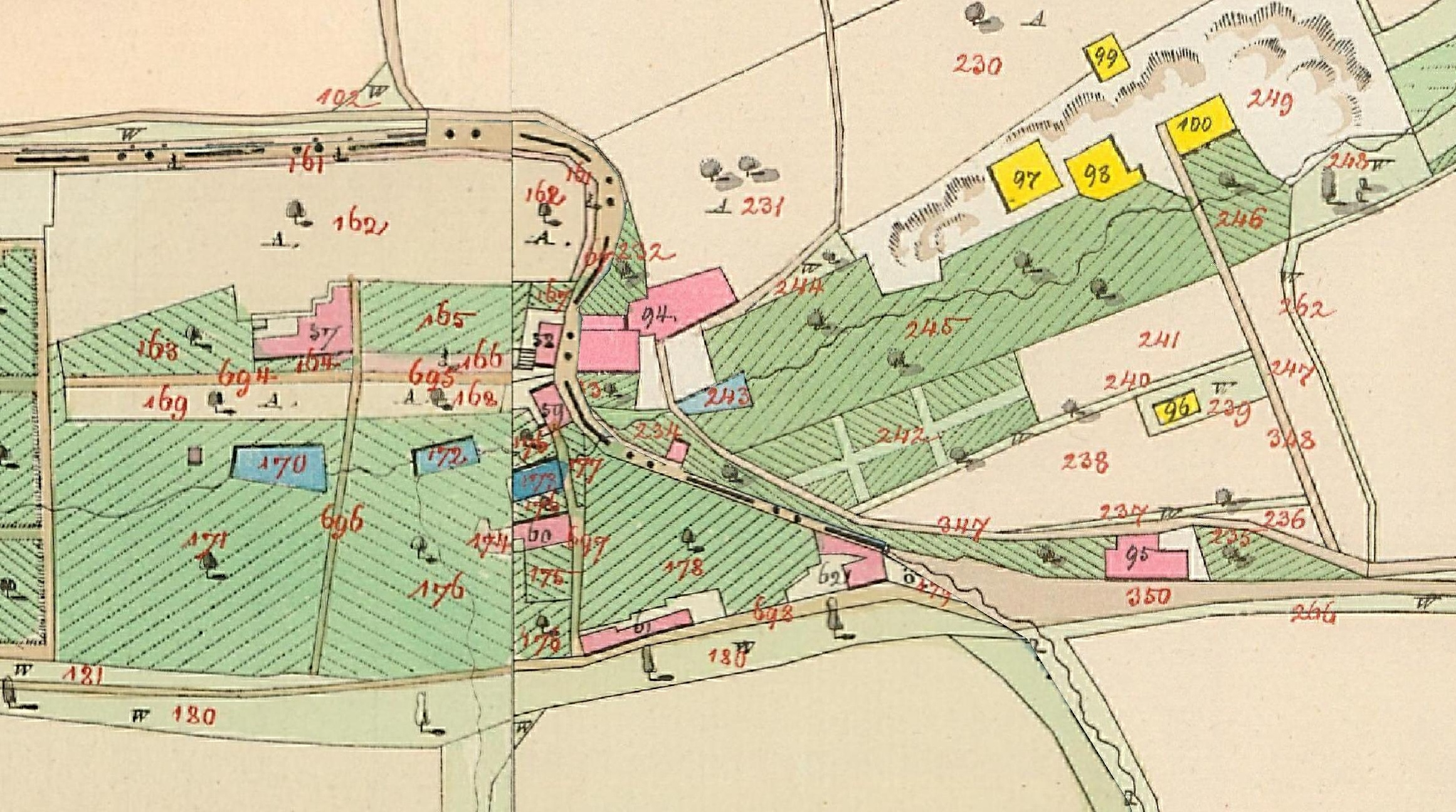
V dolní části je Malovanka (pod parcelními č. 61, 62 a 178), císařský otisk map stabilního katastru)

### Mapa z roku 1926

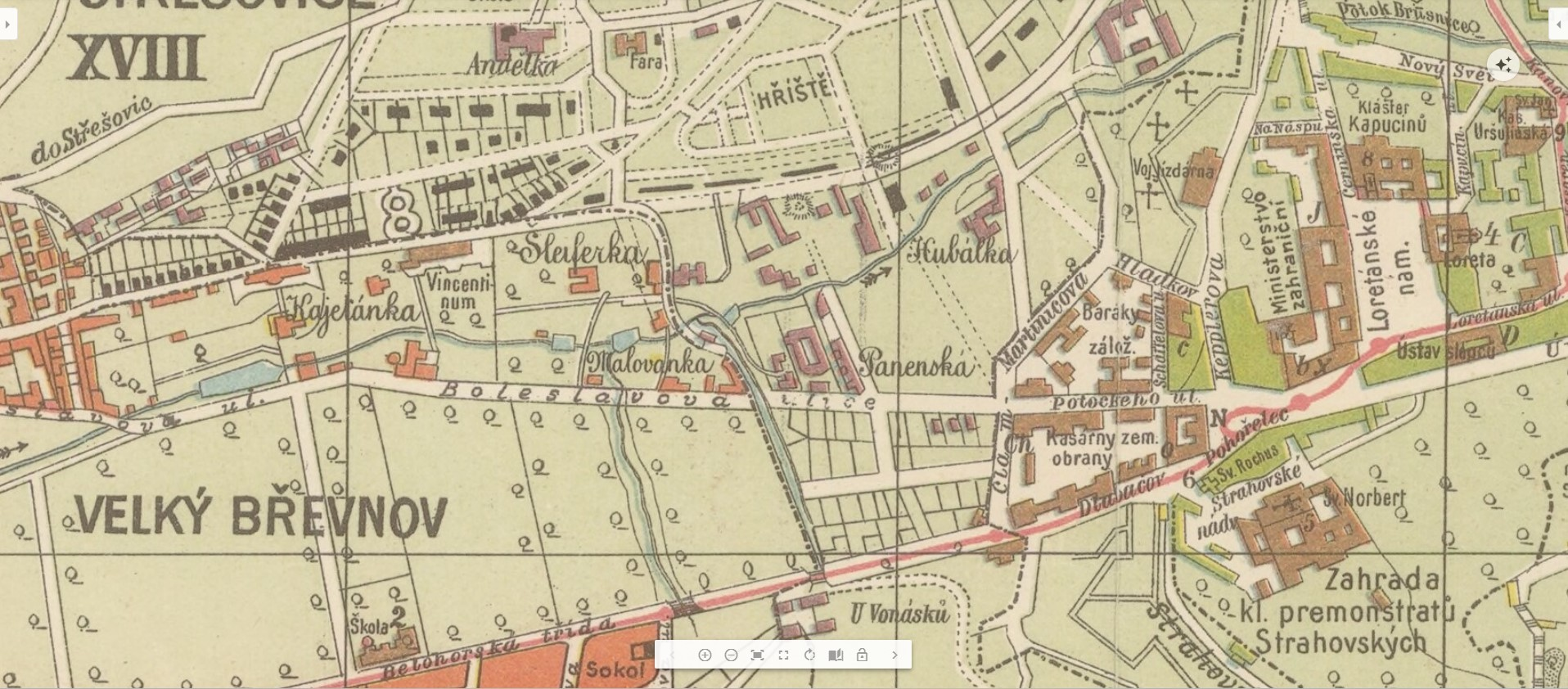
Mapa Břevnova z roku 1926 (detail)

Na mapě Břevnova z roku 1926 je Malovanka zakreslena v následujících souvislostech (zleva):
Pražské usedlosti Kajetánka (Malá [horní stavba; původně oranžerie, později přestavěno na byty] a Velká [dolní stavba; zámeček]; někdy se Kajetánka říkalo horní stavbě, zatímco dolní se pak říkalo podle rodiny jejích majitelů Kolátorka), Petynka (v mapě pod názvem zde dříve sídlícího ústavu Vincentinum), Šlajferka (Šleiferka, za socialismu klub Na Petynce, nyní charitní dům s kaplí), Malovanka, Panenská a Hubálka. Usedlosti Malovanka a Hubálka byly kompletně zbořeny (na místě Malovanky je dnes dopravní tepna Patočkova), z Panenské zůstala stát jedna budova (s adresou Na Malovance 123/20, resp. Patočkova 123/24), která se často mylně označuje jako Malovanka. Čerchovaná čára představuje hranici čtvrtí – odděluje Břevnov (Velký Břevnov, vlevo) od Střešovic (nahoře a vpravo). Nahoře je zakreslena taktéž zbořená usedlost Andělka (na jejím místě je dnes střešovická sokolovna). Orientačními body jsou dosud stojící břevnovská škola (dnes ZŠ Marjánka), hospoda U Vonásků (dnes U Zelené brány) a střešovická fara.

### Mapa z roku 1945

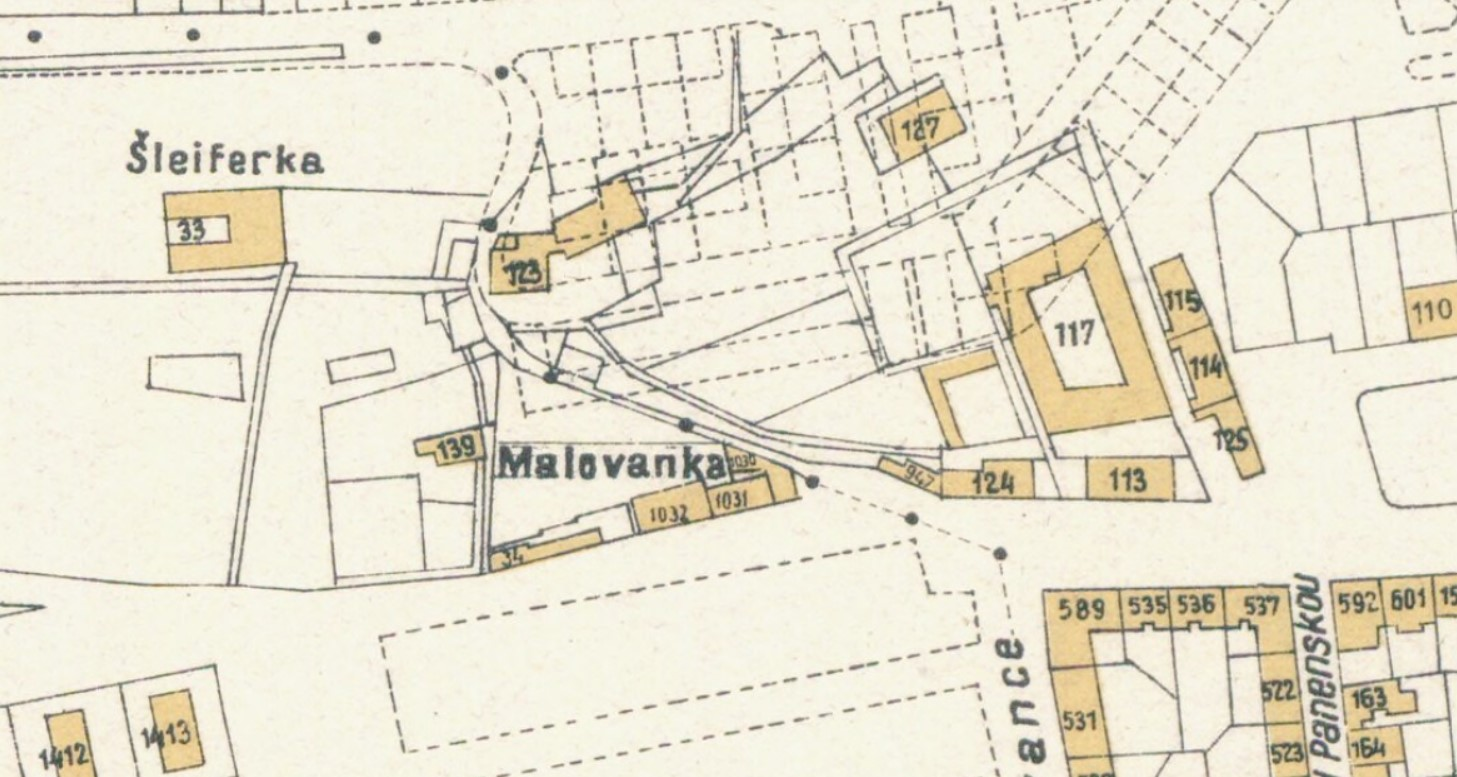
Mapa z roku 1945 (detail)

Na mapě Břevnova z roku 1945 jsou zakresleny břevnovské usedlosti u potoka Brusnice s tehdejšími čísly popisnými (čp.). Malovanka zde má čp. (zprava – směrem od nejstaršího objektu: 1030, 1031, 1032 a 34). Objekty čp. 115, 114, 125, 947?, 124?, 113, 117 (bývalý hřebčín, později kasárna, později přestavěno na byty) a hlavní objekt usedlosti 123 (se stodolou zcela vpravo) patřily k usedlosti Panenská a až na ruinu s dnešní (2024) adresou Na Malovance 123/20 byly všechny zbořeny. Činžovní dům č. 127 byl také zbořen. Dosud (2024) stojící ruina je Panenská, i na této mapě s čp. 123. Ukazatel domů v král. hlav. městě Praze a v obcích sousedních (1907) uvádí, že majitel čp. 123, 124, 125 a 127 je týž - František Pfeiffer; č. 114 a 115 mají jiné majitele; 113 a 117 je hřebčinec. V Orientační knize Velké Prahy (1937) se uvádí k jednotlivým čp. tyto údaje:
A (Panenská): 123 - "Na Malovance", činžák 127 - "Na Panenské (cihelna)" (činžovní dům stojí na místě cihlářských pecí podle publikace Umělecké památky Prahy: Velká Praha od roku 1913, údaj "cihelna" v roce 1937 je tedy zavádějící); B (Panenská): 117 (kvadratura) "Potockého - kasárny", 113 "Potockého (kasárny)", 124 "Potockého", 114 - "Na Panenské", 115 "Na Panenské", 125 "Na Panenské", 947 - není uveden (poslední uvedený dům má č. 940). C (Malovanka): U č. 34 uvádí jen "Boleslavova", u č. 1030–1032 jsou řádky prázdné. Orientační kniha Velké Prahy a Modřan (1948) uvádí pro Panenskou A jen údaj "Na Malovance", pro Panenskou B fakt, že č. 125 má již přiděleno orientační číslo, a to 2 (Na Panenské 2) a č. 114 Na Panenské 4 (ostatní budovy (A, B, C) mají místo čísel orientačních uvedeny jen pomlčky), pro Malovanku u čísel 34 i 1030–1032 pouze údaj "Radimova". 